# Harbinder Singh
Harbinder Singh, född den 8 juli 1943 i Quetta, är en indisk landhockeyspelare.
Han tog OS-guld i herrarnas landhockeyturnering i samband med de olympiska sommarspelen 1964 i Tokyo.
Han tog OS-brons i samma gren i samband med de olympiska sommarspelen 1968 i Mexico City.
Han tog därefter OS-brons igen i samband med de olympiska sommarspelen 1972 i München.